# اوهایو شمالی (آرکانزاس)
اوهایو شمالی (به انگلیسی: Northern Ohio) یک منطقهٔ مسکونی در ایالات متحده آمریکا است که در شهرستان پوینست، آرکانزاس واقع شده‌است. اوهایو شمالی ۶۶٫۱۴ متر بالاتر از سطح دریا واقع شده‌است.